# Список дипломатических миссий Ирака

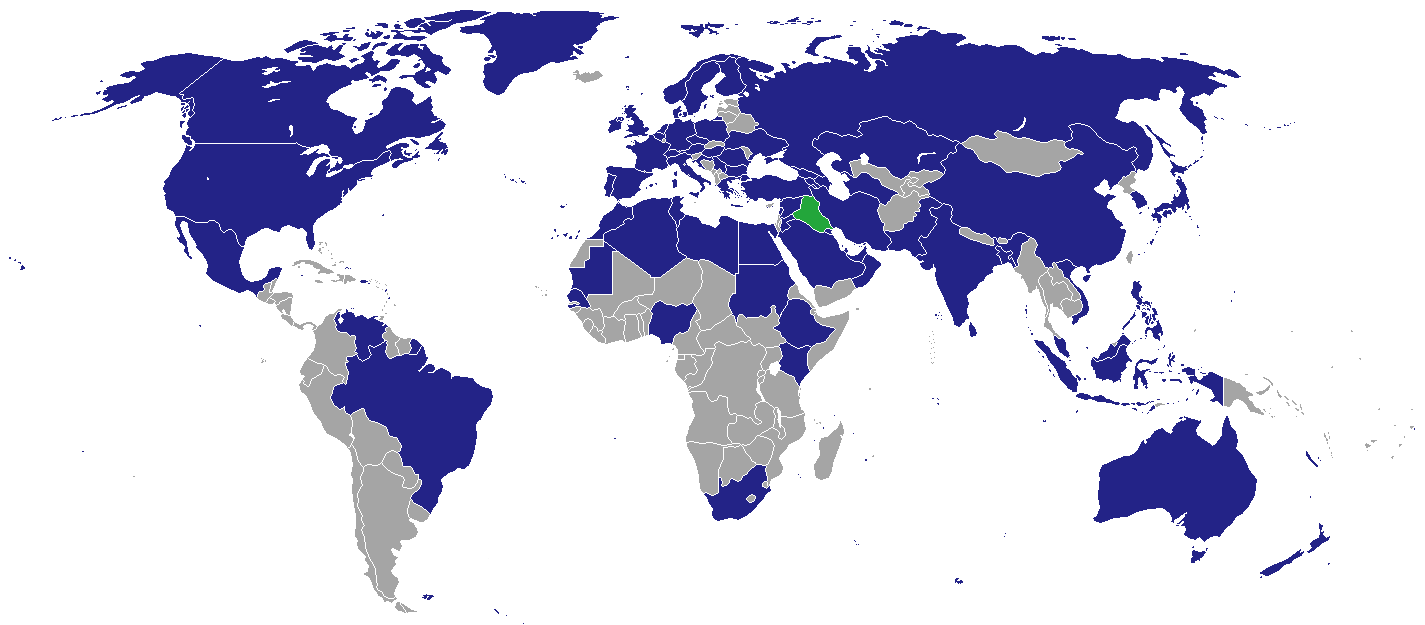

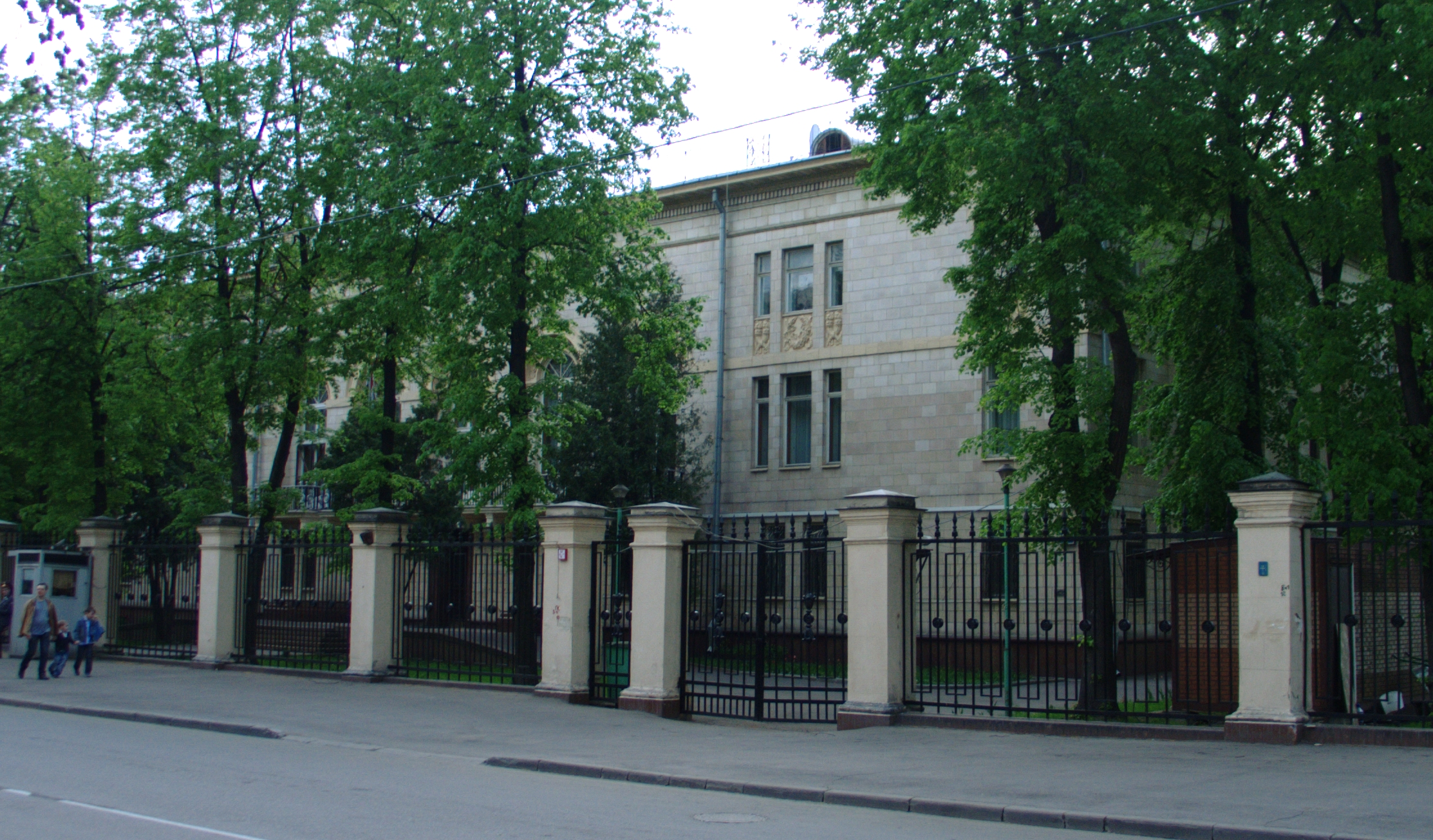
Посольство Ирака в Москве

Список дипломатических миссий Ирака — после свержения в Ираке правительства Саддама Хусейна это государство вновь открыло посольства в США, Великобритании и в Иране. В то же время Ирак по-прежнему отказывается от признания государства Израиль.

## Европа
- Армения, Ереван (посольство) 2013
- Австрия, Вена (посольство)
- Азербайджан, Баку (посольство)
- Бельгия, Брюссель (посольство)
- Болгария, София (посольство)
- Чехия, Прага (посольство)
- Дания, Копенгаген (посольство)
- Финляндия, Хельсинки (посольство)
- Франция, Париж (посольство)
- Грузия, Тбилиси (посольство)
- Германия, Берлин (посольство)
- Греция, Афины (посольство)
- Ватикан, Рим (посольство)
- Венгрия, Будапешт (посольство)
- Италия, Рим (посольство)
- Нидерланды, Гаага (посольство)
- Норвегия, Осло (посольство)
- Польша, Варшава (посольство)
- Португалия, Лиссабон (посольство)
- Румыния, Бухарест (посольство)
- Россия, Москва (посольство)
- Сербия, Белград (посольство)
- Словакия, Братислава(посольство)
- Испания, Мадрид (посольство)
- Швеция, Стокгольм (посольство)
- Швейцария, Берн (посольство)
- Украина, Киев (посольство)
- Великобритания, Лондон (посольство)

## Америка
- Канада, Оттава (посольство)
- Мексика, Мехико (посольство)
- США, Вашингтон (посольство)
  - Детройт (генеральное консульство)
  - Лос-Анджелес (генеральное консульство)
- Бразилия, Бразилиа (посольство)
- Чили, Сантьяго (посольство)
- Венесуэла, Каракас (посольство)

## Африка
- Алжир, Эль-Джазаир (посольство)
- Египет, Каир (посольство)
- Кения, Найроби (посольство)
- Ливия, Триполи (посольство)
- Марокко, Рабат (посольство)
- Нигерия, Лагос (посольство)
- Сенегал, Дакар (посольство)
- ЮАР, Претория (посольство)
- Судан, Хартум (посольство)
- Тунис, Тунис (посольство)

## Азия
- Бангладеш, Дакка (посольство)
- Китай, Пекин (посольство)
- Индия, Нью-Дели (посольство)
- Индонезия, Джакарта (посольство)
- Япония, Токио (посольство)
- Казахстан, Астана (посольство)
- Малайзия, Куала-Лумпур (посольство)
- Пакистан, Исламабад (посольство)
- Филиппины, Манила (посольство)
- Южная Корея, Сеул (посольство)
- Шри-Ланка, Коломбо (посольство)
- Таиланд, Бангкок (посольство)
- Вьетнам, Ханой (посольство)

### Ближний и Средний Восток
- Бахрейн, Манама (посольство)
- Иран, Тегеран (посольство)
  - Ахваз (генеральное консульство)
  - Керманшах (генеральное консульство)
  - Мешхед (генеральное консульство)
- Иордания, Амман (посольство)
- Кувейт, Эль-Кувейт (посольство)
- Ливан, Бейрут (посольство)
- Оман, Маскат (посольство)
- Катар, Доха (посольство)
- Саудовская Аравия, Эр-Рияд (посольство)
  - Джидда (генеральное консульство)
- Сирия, Дамаск (посольство)
- Турция, Анкара (посольство)
- ОАЭ, Абу-Даби (посольство)
  - Дубай (генеральное консульство)
- Йемен, Сана (посольство)

## Океания
- Австралия, Канберра (посольство)

## Международные организации
- - Каир (постоянная миссия при ЛАГ)
  - Женева (постоянная миссия при учреждениях ООН)
  - Нью-Йорк (постоянная миссия при ООН)
  - Париж (постоянная миссия при ЮНЕСКО).